# Allauch
Allauch je obec ve Francii v departementu Bouches-du-Rhône.

## Poloha
Allauch leží ve vzdálenosti 12 kilometrů od Marseille a 13 kilometrů od Aubagne. Obec je součástí společenství Communauté urbaine Marseille Provence Métropole. Skládá se z místních částí:
- Allauch-village (2006: 2594 obyvatel)
- Le Logis-Neuf (7224 obyvatel)
- La Pounche (3360 obyvatel)
- Fontvielle
- Pié d'Autry

Přímo s obcí Allauch sousedí na severu Mimet, Saint-Savournin a Cadolive, na severovýchodě Peypin, na východě Roquevaire, na jihovýchodě Aubagne, na jihu a jihovýchodě Marseille a konečně Plan-de-Cuques na západě.

## Historie
Historie tohoto sídla sahá velmi daleko do minulosti. V 10. století bylo obleženo muslimskými Maury a místní obyvatelé stáli před vyhladověním. Obléhatelé však následně ustoupili. Z hradu se do dnešní doby zachvaly pouze nepatrné ruiny, kaple Notre-Dame z roku 1148 existuje dodnes. Před vypuknutím Velké francouzské revoluce patřily tři čtvrtiny zemědělské půdy v Alleuch místním rolníkům, dvacet procent šlechtě a buržoazii a pouze tři procenta kněžím.

## Obecní znak
Obecní znak tvoří v modrém gotickém štítě padlý stříbrný srpek měsíce svými okraji natočený dolů. Nad ním jsou šikmo a kosmo položeny páry stříbrných andělských křídel obrácených od sebe. Ve spodní části štítu se nacházejí ve dvou řadách v poměru 2:1 tři stříbrné pěticípé hvězdy.

## Pamětihodnosti
- středověká hradní kaple Notre-Dame
- kostel svatého Sebastiána ze 16. století

## Partnerská města
- Vaterstetten, Bavorsko (od roku 1982)
- Vico Equense, Itálie (od roku 2004)
- Armawir, Arménie (od roku 2005)

## Významné osobnosti
- Thyde Monnier (1887-1967), spisovatelka a feministka
- Marcel Pagnol (1895-1974), spisovatel, dramaturg a režisér